# Thomas Koch (hokeista)
Thomas Koch (ur. 17 sierpnia 1983 w Klagenfurcie) – austriacki hokeista, reprezentant Austrii, olimpijczyk.

## Kariera
- EC KAC (1999-2004)
- Luleå HF (2004-2006)
- EC Red Bull Salzburg (2006-2011)
- EC KAC (2011-2023)

Wychowanek i wieloletni zawodnik klubu EC KAC. Tuż po zakończeniu sezonu 2010/11 (zdobył w nim mistrzostwo Austrii z drużyną Red Bull Salzburg, której był kapitanem), powrócił do swojego klubu macierzystego EC KAC. Po zakończeniu sezonu 2022/2023 w wieku niespełna 40 lat zakończył karierę zawodniczą.
Uczestniczył w turniejach mistrzostw świata edycji 2003, 2004, 2006, 2007, 2008, 2009, 2010, 2011, 2012, 2013, 2014 oraz zimowych igrzysk olimpijskich 2014.

## Sukcesy
Reprezentacyjne

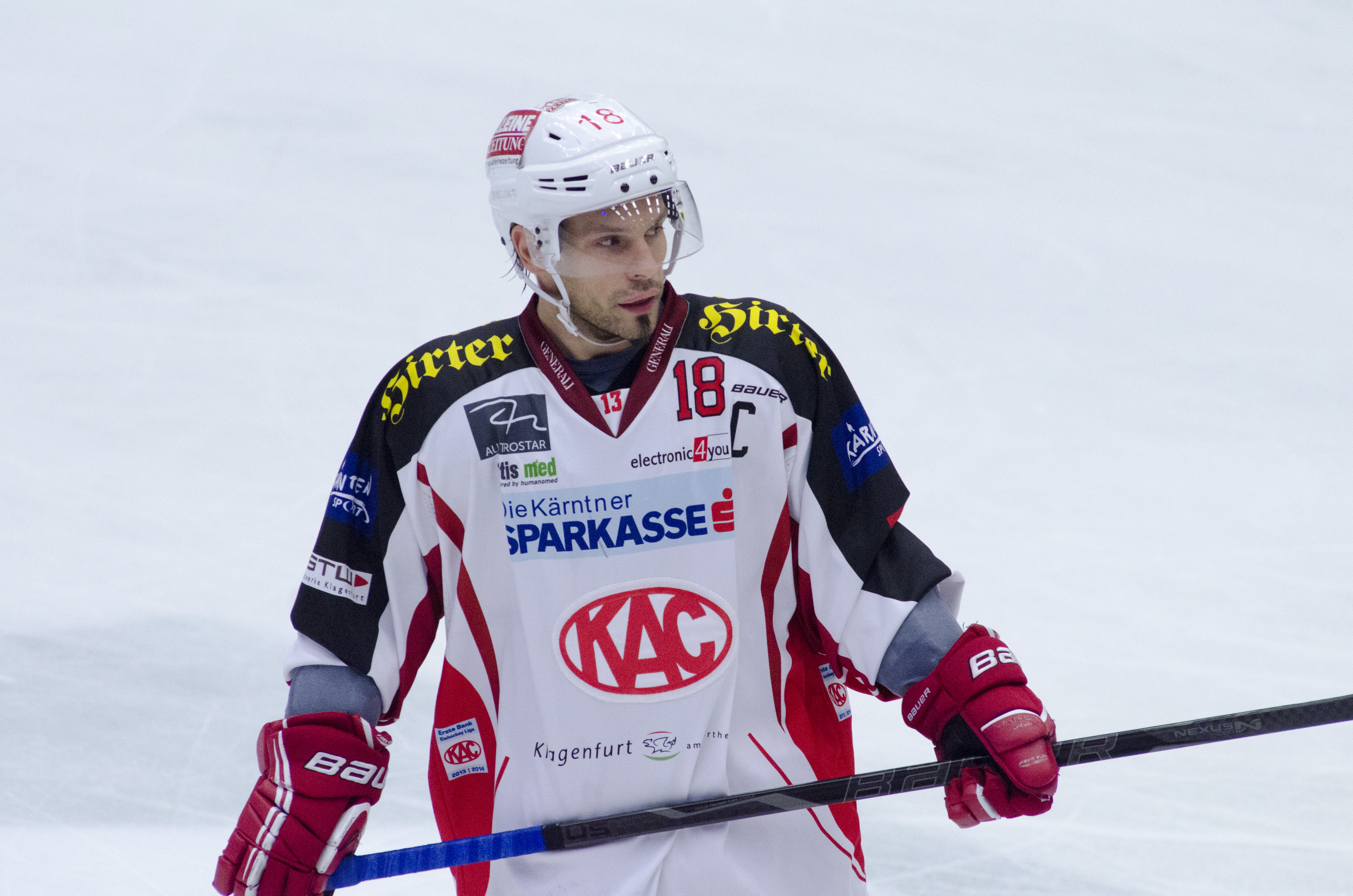
Thomas Koch w barwach KAC (2013)

- Awans do Elity mistrzostw świata do lat 20: 2003
- Awans do Elity mistrzostw świata: 2006, 2008, 2010, 2012, 2014

Klubowe
- Złoty medal mistrzostw Austrii: 2000, 2001, 2004, 2013 z EC KAC, 2007, 2008, 2010, 2011 z EC Salzburg, 2019 z EC KAC
- Mistrzostwo Interligi: 2000 z EC KAC
- Puchar Kontynentalny: 2010 z EC Salzburg
- Drugie miejsce w Pucharze Kontynentalnym: 2011 z EC Salzburg
- European Trophy: 2011 z EC Salzburg

Indywidualne
- Mistrzostwa Świata Juniorów w Hokeju na Lodzie 2002/I Dywizja:
  - Skład gwiazd turnieju[3]
- Mistrzostwa Świata w Hokeju na Lodzie 2006 Dywizja I Grupa B:
  - Najlepszy napastnik turnieju
- Mistrzostwa Świata w Hokeju na Lodzie 2009/Elita:
  - Jeden z trzech najlepszych zawodnik reprezentacji na turnieju
- Mistrzostwa Świata w Hokeju na Lodzie 2014/I Dywizja Grupa A:
  - Pierwsze miejsce w klasyfikacji asystentów turnieju: 10 asyst[4]
  - Pierwsze miejsce w klasyfikacji kanadyjskiej turnieju: 10 punktów[5]
  - Skład gwiazd turnieju[6]
  - Najlepszy zawodnik reprezentacji na turnieju[7]